# Anolis purpurgularis
Anolis purpurgularis — вид ігуаноподібних ящірок родини анолісових (Dactyloidae). Ендемік Гондурасу.

## Поширення і екологія
Anolis purpurgularis відомі з двох місцевостей, одна з яких розташованих в заповіднику Тексігуат, а друга — в Національному парку Піко-Боніто, обидві в горах Кордильєра-Номбре-де-Діос на півночі Гондурасу. Вони живуть в гірських хмарних лісах, на висоті від 1550 до 2040 м над рівнем моря, серед підліску і опалого листя.

## Збереження
МСОП класифікує цей вид як такий, що перебуває під загрозою зникнення. Anolis purpurgularis загрожує знищення природного середовища.